# Phoque moine
Monachus
Pour les articles homonymes, voir Moine (homonymie).
Statut de conservation UICN

VU : Vulnérable
Genre
Monachus  est un genre de mammifères phocidés qui comprend trois espèces de phoques moines, dont l'une est aujourd'hui éteinte :
- Monachus monachus (Hermann, 1779) — Phoque moine de Méditerranée, en danger d'extinction.
- Monachus schauinslandi (Matschie, 1905) - Phoque moine hawaïen en danger d'extinction.
- Monachus tropicalis (Gray, 1850) — Phoque tropical ou phoque moine des Caraïbes, éteint vers 1950.

Ces mammifères sont désormais très rares. Le genre est en danger imminent d'extinction totale, avec des variations génétiques très faibles au sein des deux espèces survivantes,. Les plus anciens fossiles connus de cette espèce datent du Pléistocène.

## Description
Chez le phoque moine de Méditerranée, le mâle est légèrement plus grand que la femelle. C'était l'inverse chez le phoque moine des Caraïbes, disparu. Le phoque moine de Méditerranée est l'espèce la plus lourde des deux avec un poids moyen de 315 kg pour le mâle et de 300 kg pour la femelle. Le phoque moine des Caraïbes pesait environ 169 kg pour le mâle et 203 pour la femelle,.

## Répartition géographique

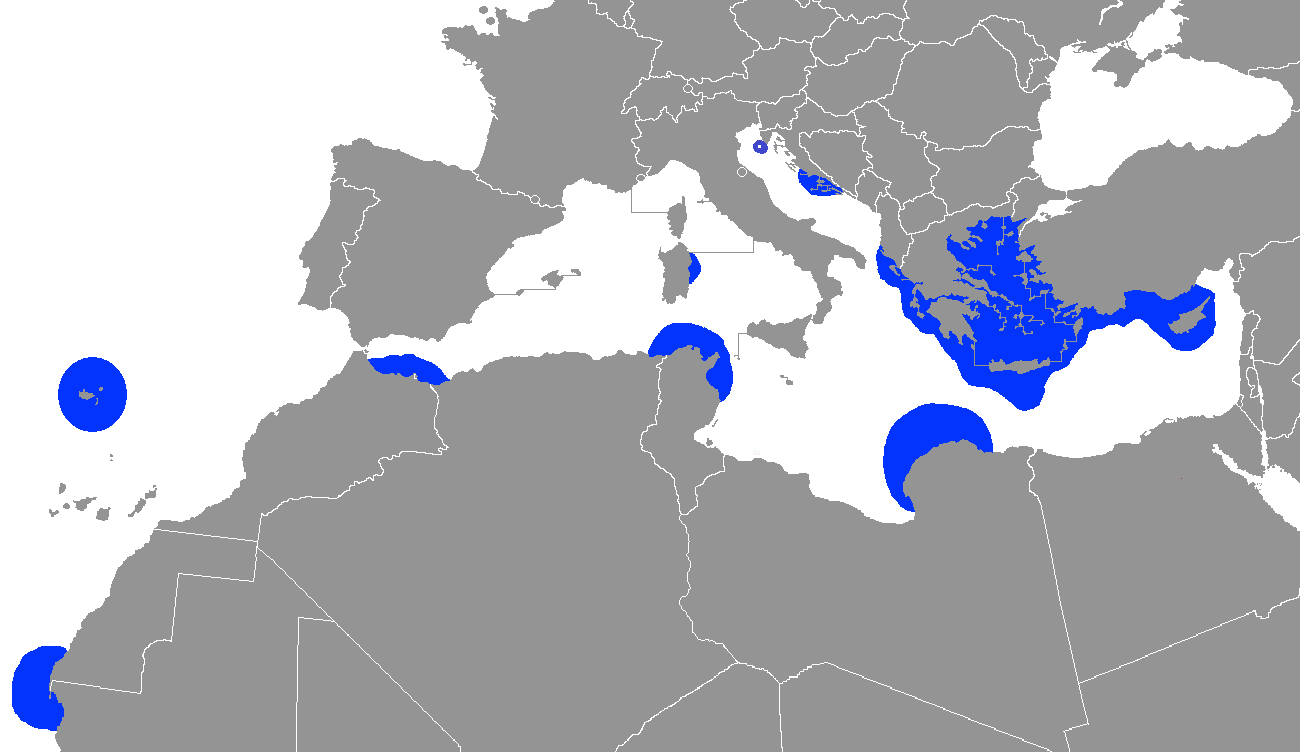
Distribution du phoque moine de Méditerranée Monachus monachus
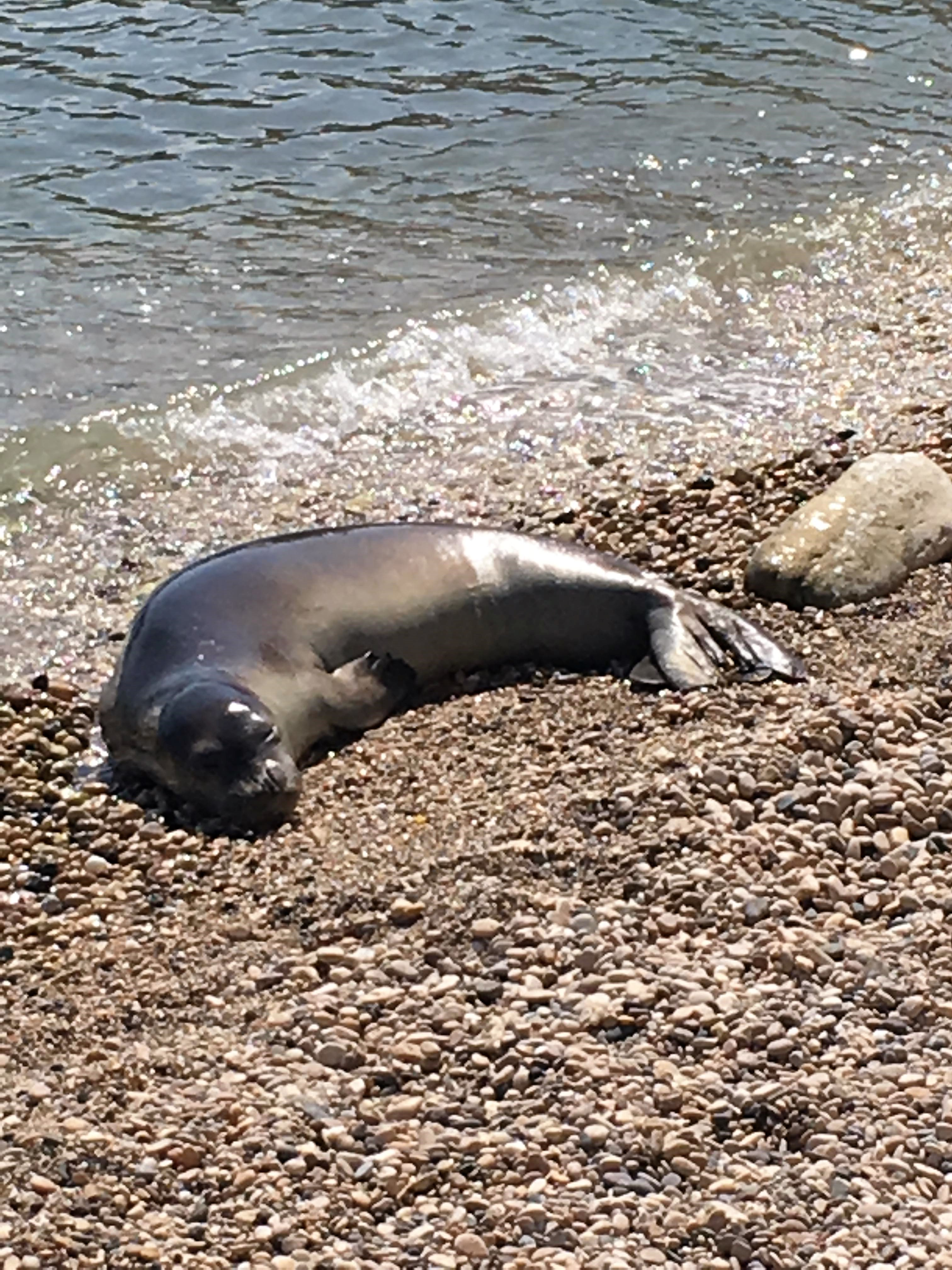
Un rare spécimen méditerranéen, en Grèce.
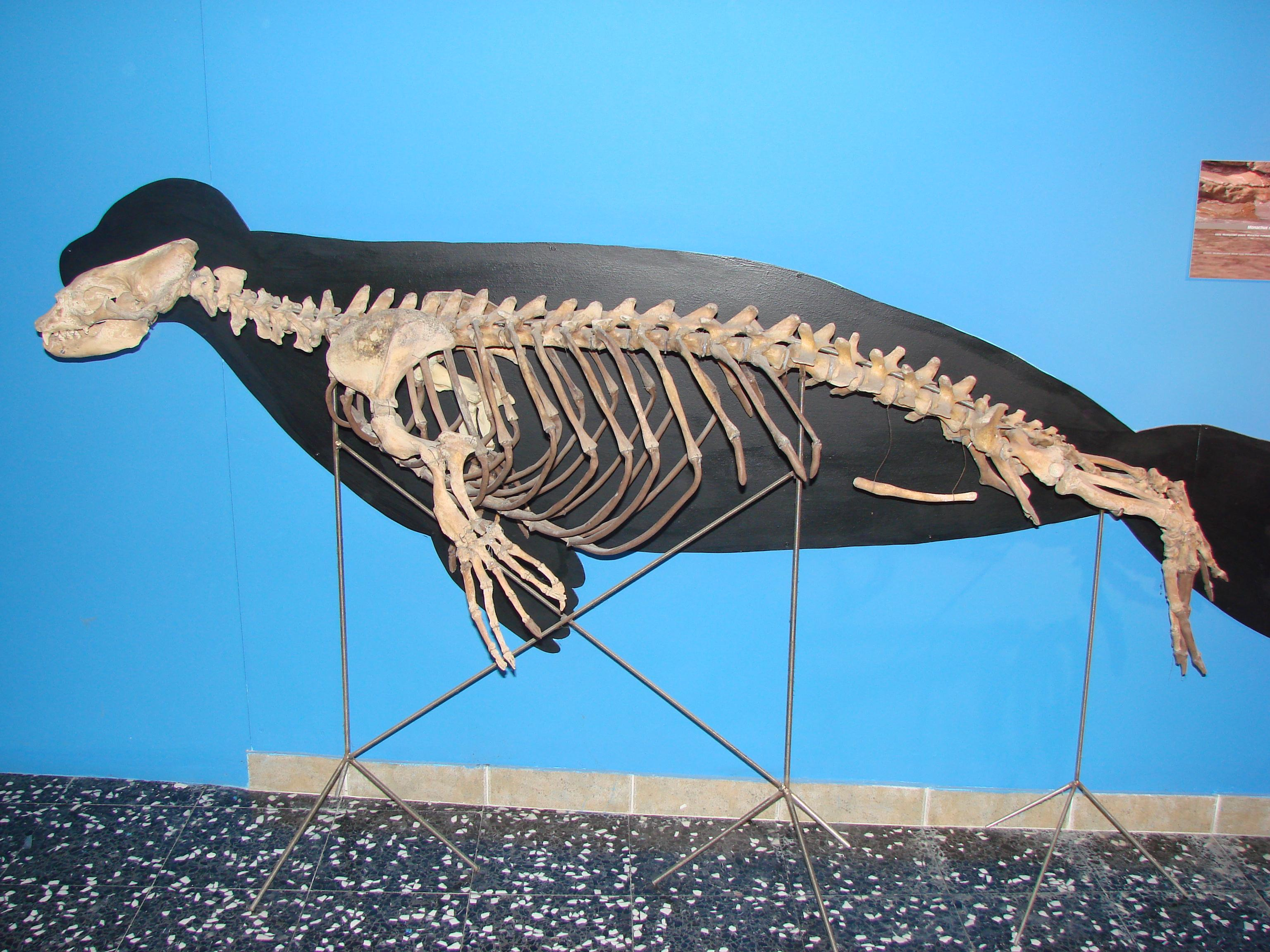
Squelette provenant du parc national marin d'Alonissos, exposé au musée Goulandris d'histoire naturelle, à Athènes.
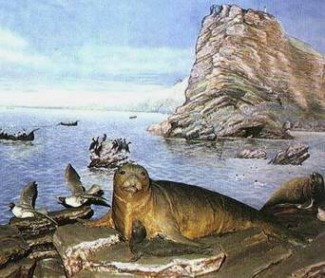
Diorama représentant les phoques moines pontiques (Monachus monachus albiventer) du cap Kaliakra, sous-espèce de la mer Noire disparue en 1941.
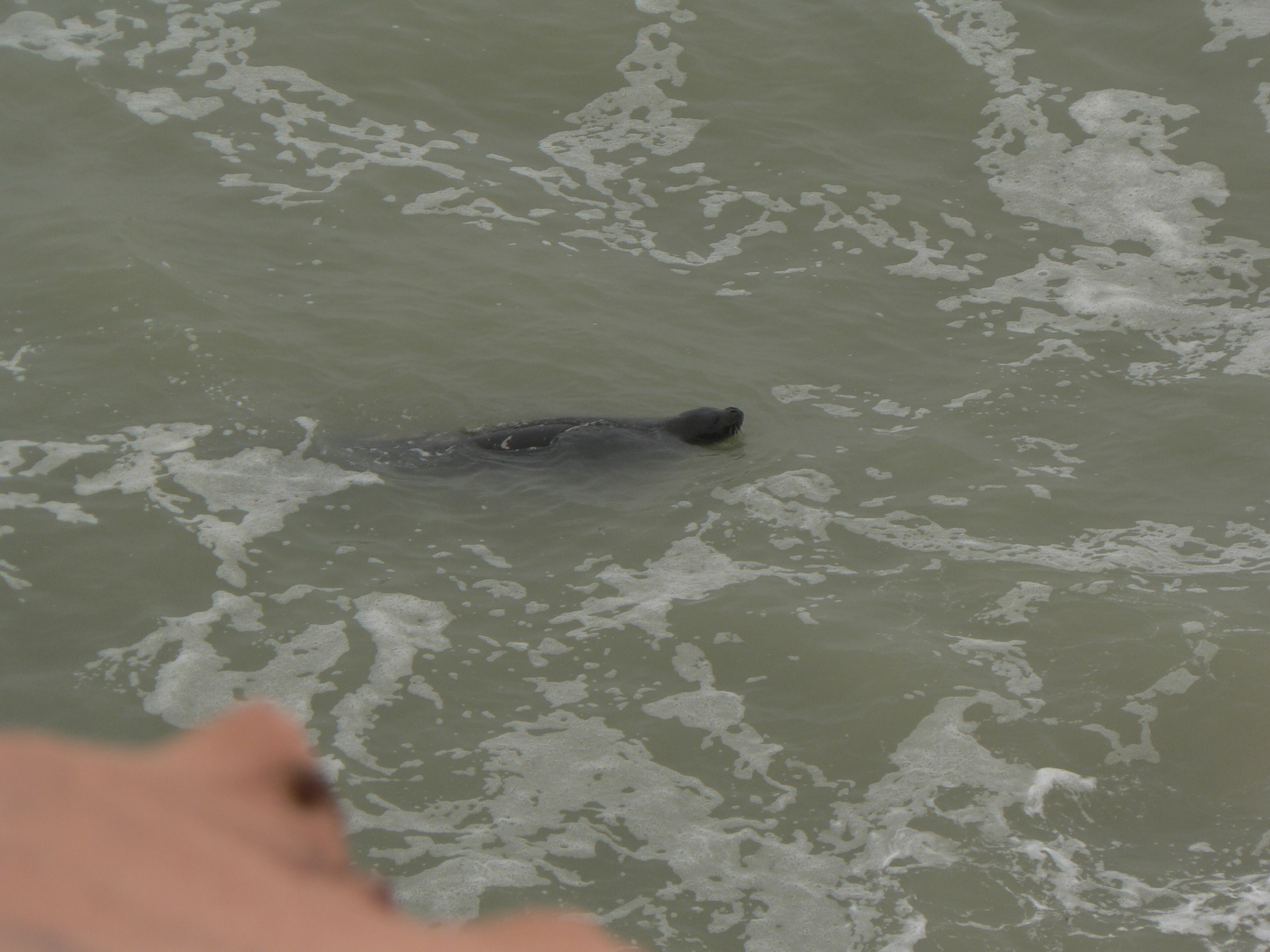
Un des derniers phoques-moines dans la réserve du Cap Blanc en Mauritanie.

### En Méditerranée
Dans tout le bassin méditerranéen l'espèce est très menacée. Dans le bassin oriental, le parc marin des îles Sporades, autour de l'île Piperi dans la Mer Égée est un site de reproduction protégé.
Dans le bassin occidental l'espèce a quasiment disparu, en particulier des côtes espagnoles dans les années 1960. En France, les derniers représentants vivant dans les îles d'Hyères ont été tués en 1935, ceux des calanques de Marseille vers 1945, et ceux de Corse vers 1975. Même constat sur les côtés turques (mer Noire), en Sardaigne et en Tunisie depuis les années 1980. Au Maroc méditerranéen, une petite population a survécu dans la région d’El Hoceïma jusqu'à la fin du XXe siècle.
La dernière colonie phoques-moines à ventre blanc Monachus monachus albiventer endémique de la Mer Noire, vivant au cap Kaliakra en Bulgarie, a été anéantie en 1941 : il n'en reste que quelques exemplaires naturalisés au Muséum national d'histoire naturelle „Grigore Antipa” de Bucarest mais un village proche a été baptisé en sa mémoire Tyulenovo (« Phoqueville »). 

### En Atlantique
Dans les îles Canaries son absence a été constatée dans les années 2000. Sur le littoral atlantico-saharien du Maroc (Sahara occidental, dit « côte des phoques ») résidait la plus grande population au monde (120-200 individus) entre Dakhla et Lagouira,. Selon Marchessaux et Aouab, leur survie dans cette zone « pourrait n'être que la conséquence de l'insécurité de cette région jusqu'à une époque récente » ; en octobre 1988 Didier Marchessaux et trois autres personnes y perdirent la vie au retour d'une ultime mission de reconnaissance.

## Reproduction
La période de reproduction du phoque moine de Méditerranée se situe entre septembre et novembre. Celle du Phoque moine hawaïen s'étend de mars à août. Chez les deux espèces la femelle donne naissance à un seul petit après une période de gestation de 11 mois,.